# Fänrik
Fänrik (förkortning: fk) är i många länder den lägsta officersgraden. I Sverige återinfördes graden 1914 och erhålls idag efter examination från officersprogrammet vid Försvarshögskolan eller reservofficersprogrammet på Militärhögskolan Halmstad.

## Sverige
Fänrik (tidigare underlöjtnant eller kornett) är den lägsta officersgraden i försvarsmakten och klassas som officer, till skillnad från specialistofficerare. Graden erhålls efter examination från officersprogrammet vid Försvarshögskolan, en sex terminer lång högskoleutbildning om 180 högskolepoäng. 
Sedan 2017 kan graden erhållas efter examination från reservofficersprogrammet vid Militärhögskolan Halmstad, en 3 terminer lång utbildning. 
För att bli antagen till officersprogrammet måste man ha genomgått militär grundutbildning. Varje år antas 200-250 officersaspiranter till programmet.
Fänriken kan tjänstgöra i befattningar som till exempel plutonchef eller teknisk officer. Efter två års godkänd tjänstgöring befordras fänriken till löjtnant.[källa behövs]

### Fänrik i Hemvärnet
En fänrik inom hemvärnet är antingen ställföreträdande plutonchef, plutonchef, befäl till förfogande eller kompanikvartermästare. Utbildningen till fänrik i hemvärnet har antingen skett som befälselev under grundutbildningen eller vid hemvärnet. Alla fänrikar, oavsett tidigare utbildning, måste dock genomgå hemvärnsplutonchefskurs innan de kan förordnas som fänrikar i hemvärnet. En fänrik i hemvärnet som inte är anställd som yrkes- eller reservofficer klassas inte som officer, utan som officers vederlike.

### Kronfänrik
Kronfänriken är benämningen på förste fanföraren vid Livgardets infanteri som bär regementets fana vid ceremoniella tillfällen. Befattningen tillsätts årligen vid Livgardet och är ett hedersuppdrag för nya fänrikar. Historiskt är kronfänriken den person som i strid förde konungens baner.
Under perioden 1925-1937 användes benämningen kronfänrik inofficiellt även för tjänstegraden fänrik, som då hade lägre tjänsteställning än underlöjtnant, men som också använde en stjärna som gradbeteckning, men i tillägg till denna också en kadettkrona på vardera underärmen. Tjänstegraden fänrik innehades med konstitutorial under två år, innan fullmakt på tjänst som underlöjtnant utfärdades.
|               |        |
|               |        |
|               |        |
| Underlöjtnant | Fänrik |

### Gradbeteckning

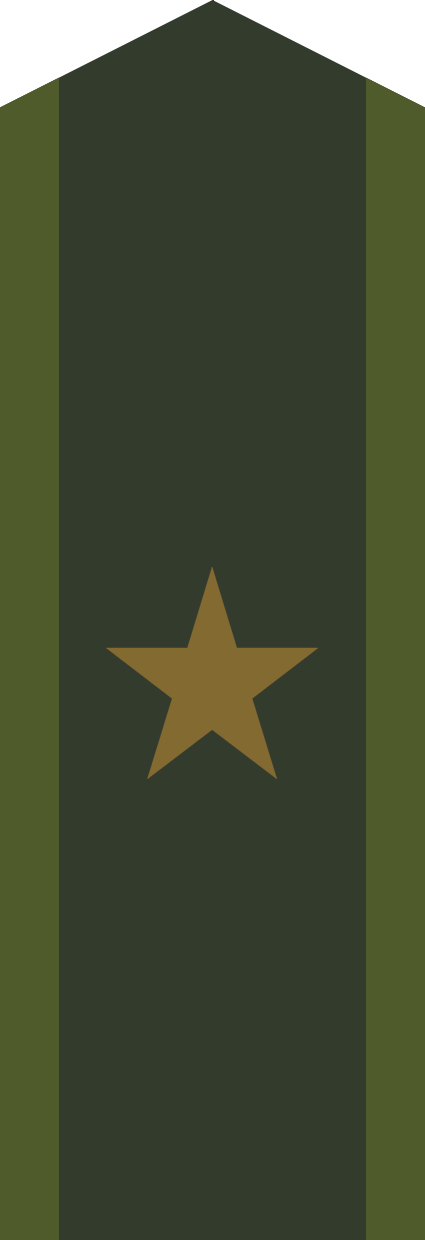
Armén (fältuniform)
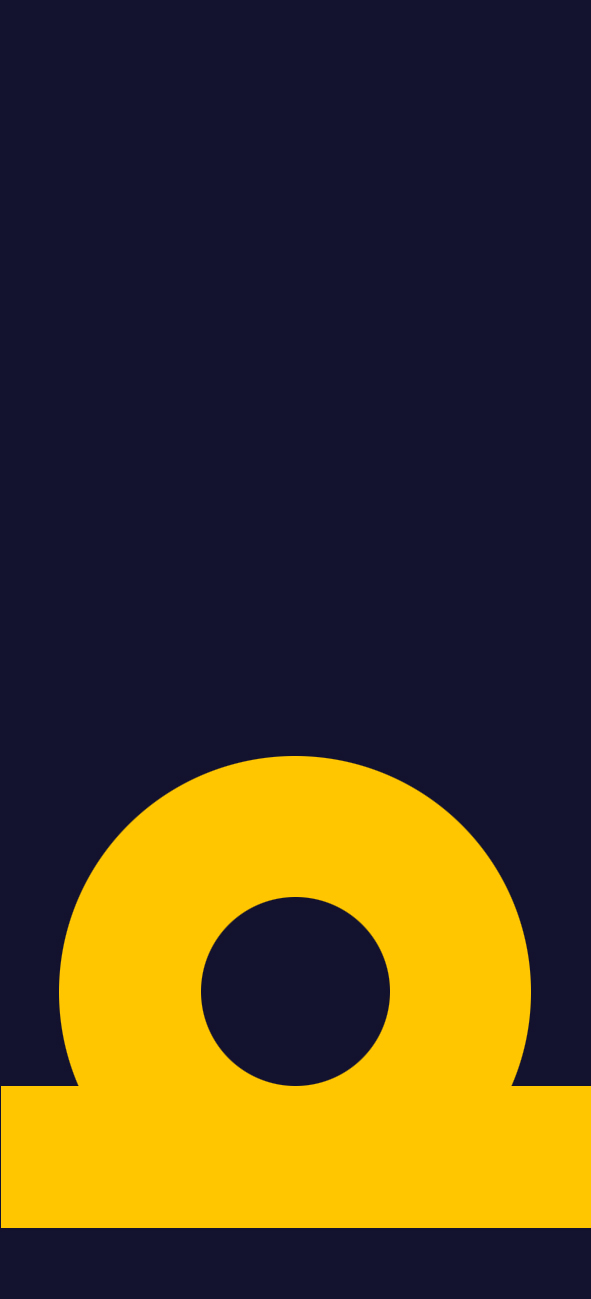
Flottan (fält/sjöstridsdräkt)
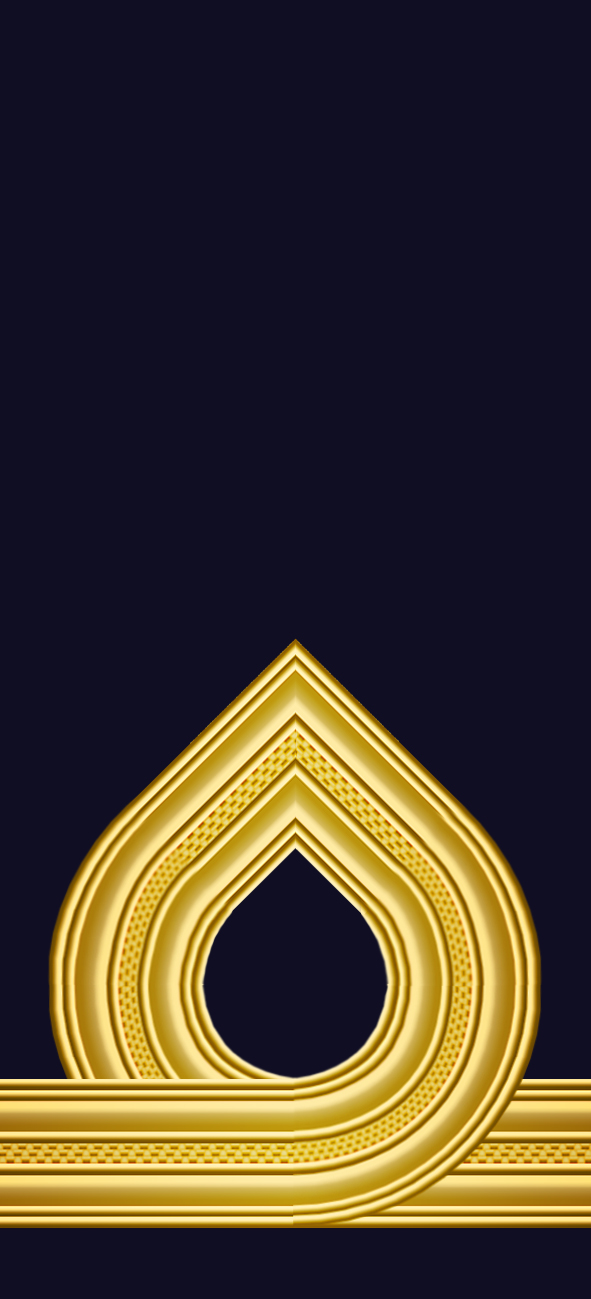
Amfibiekåren (uniform m/87)
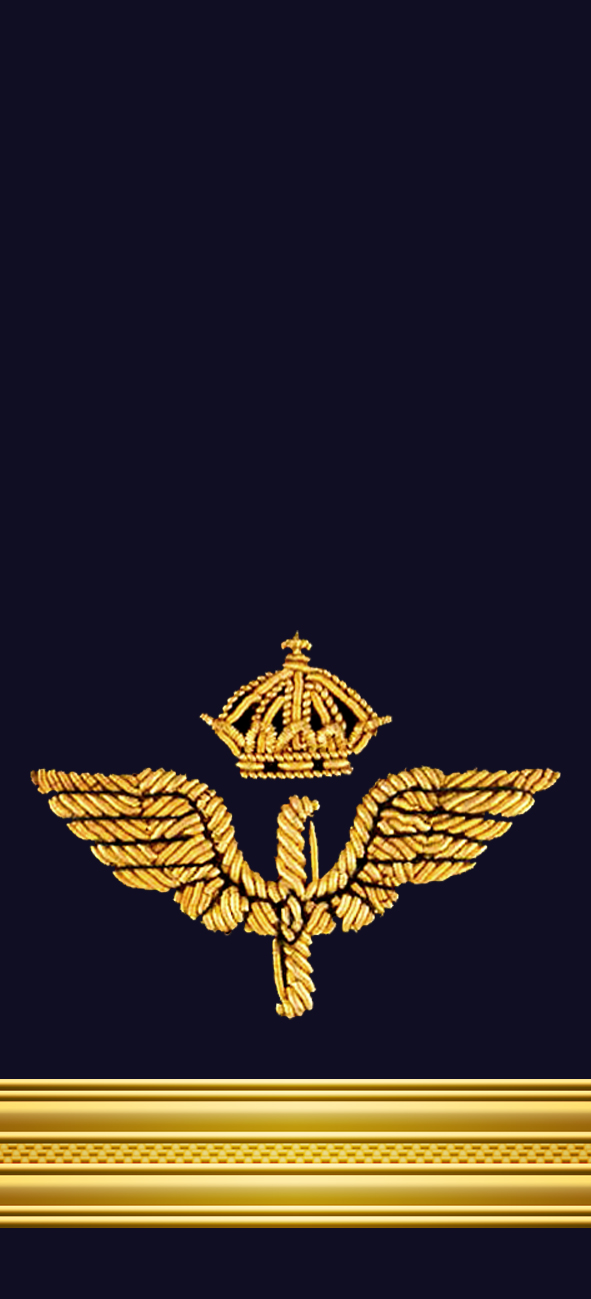
Flygvapnet (uniform m/87)

### Gradbeteckning på ärm

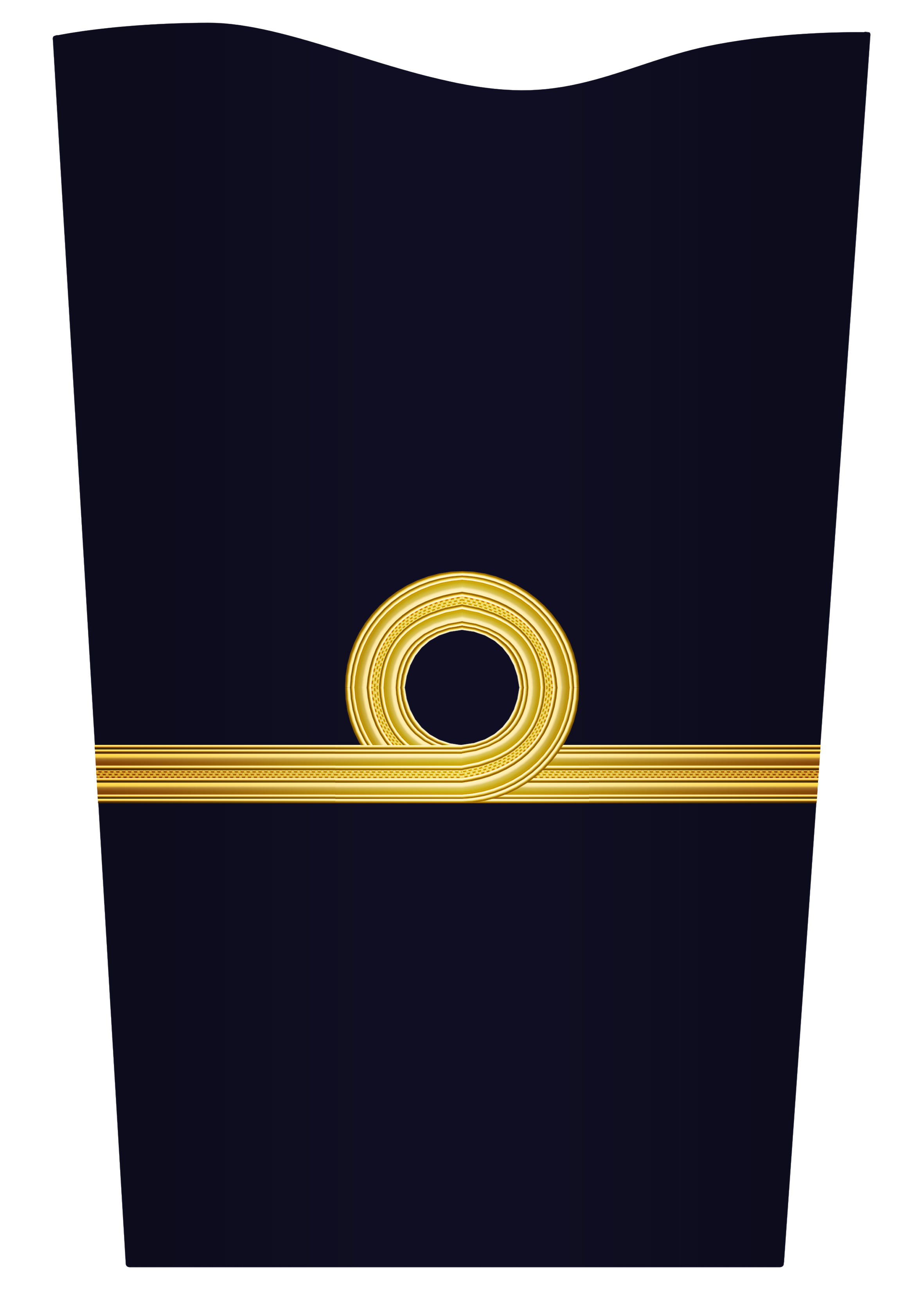
Flottan (uniform m/48, mässdräkt)
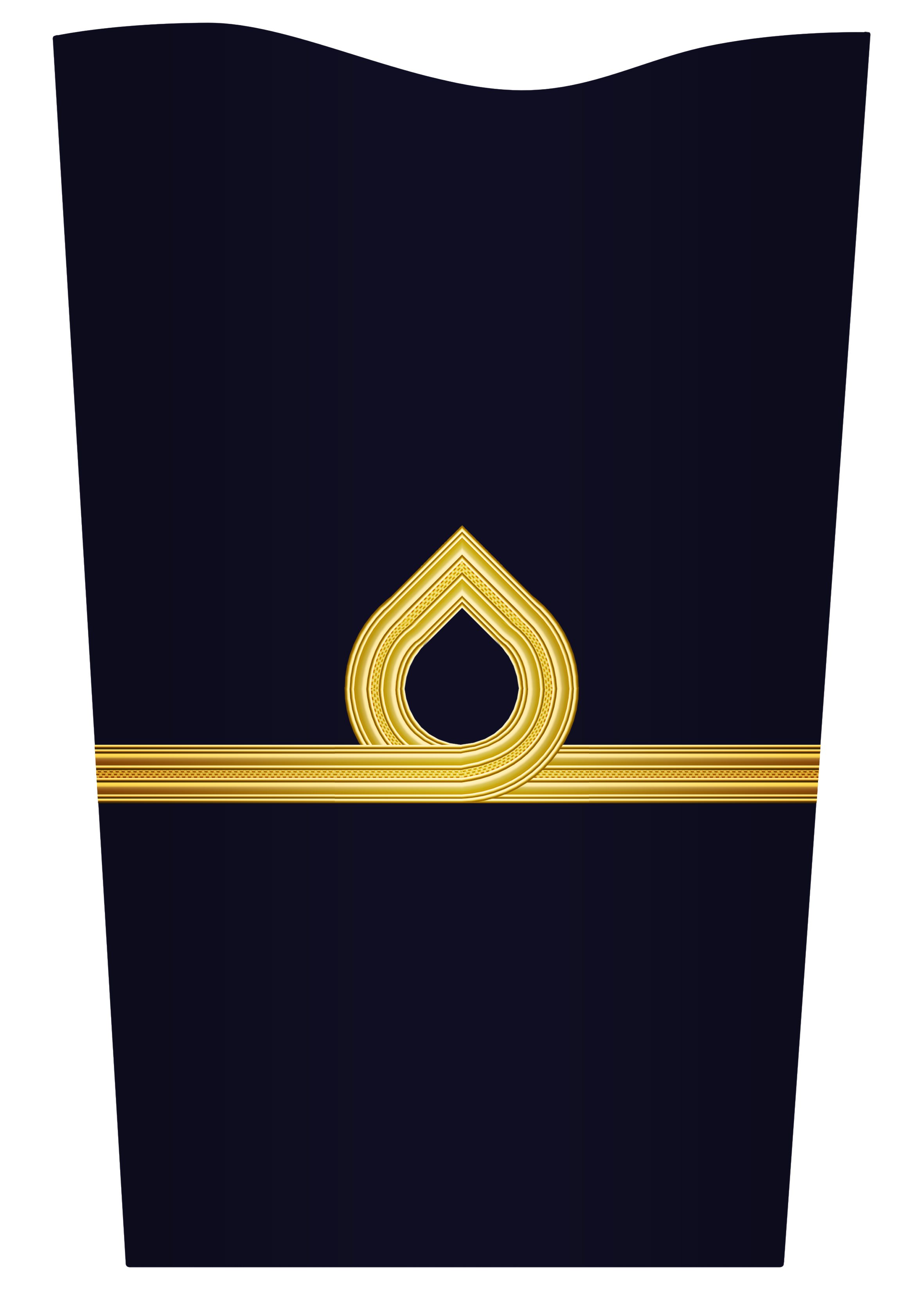
Amfibiekåren (uniform m/48, mässdräkt)
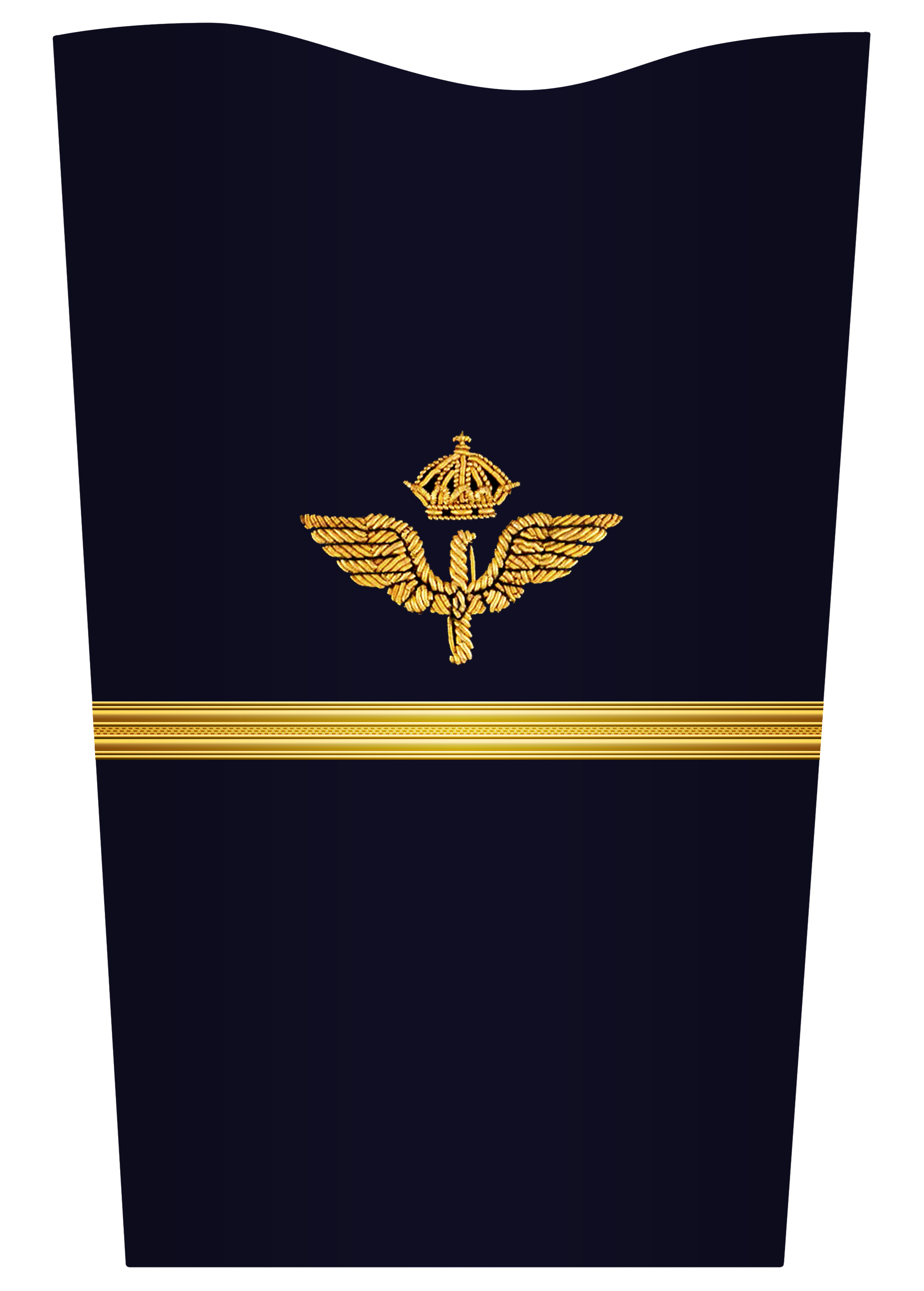
Flygvapnet (mässdräkt)

### Gradbeteckning på huvudbonad

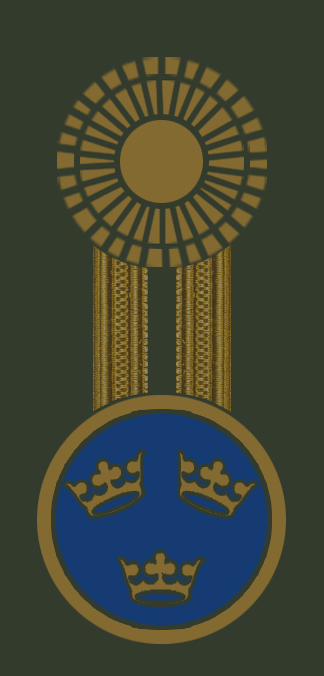
Armén (fältuniform)
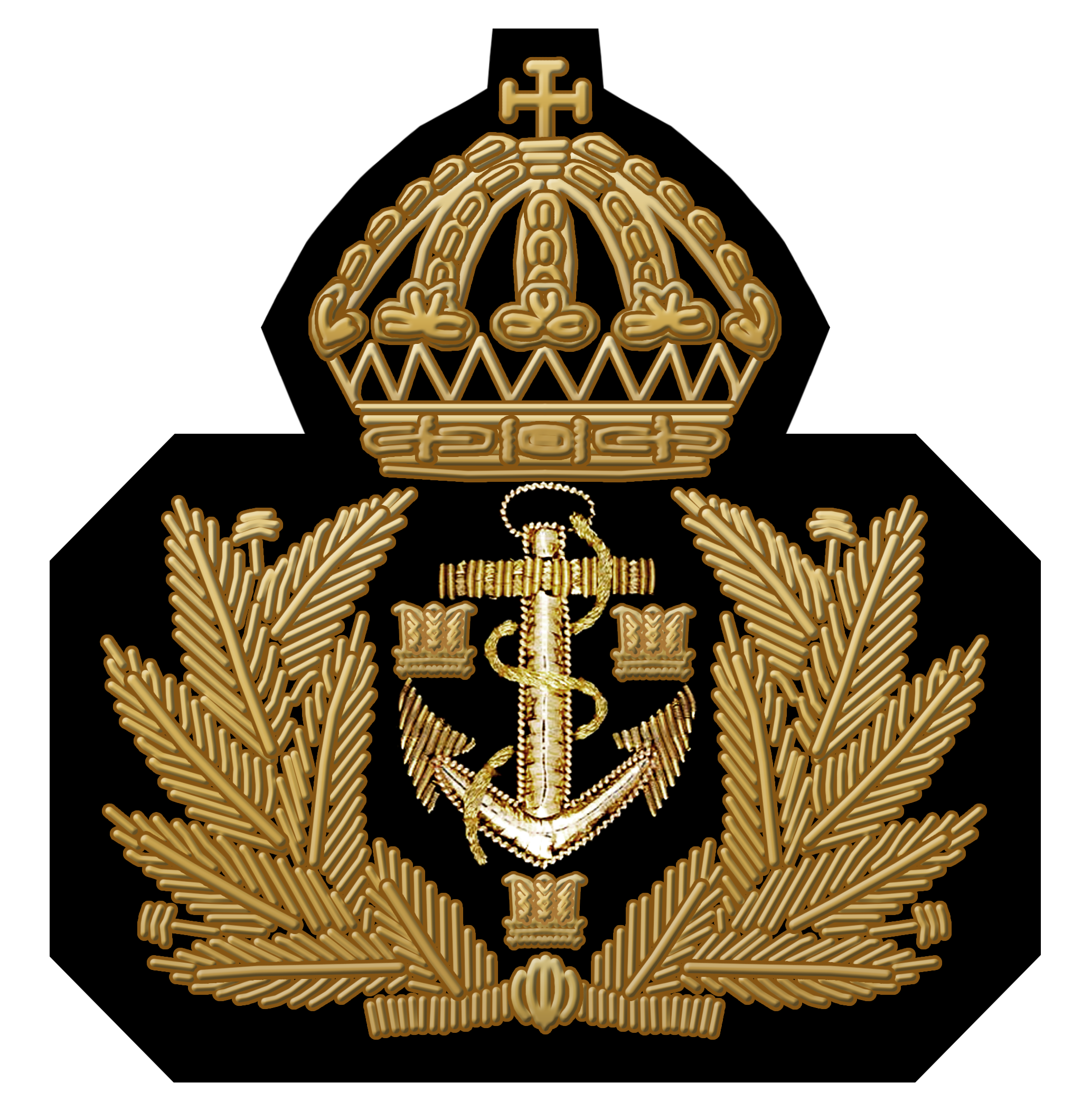
Flottan (skärmmössa m/78)
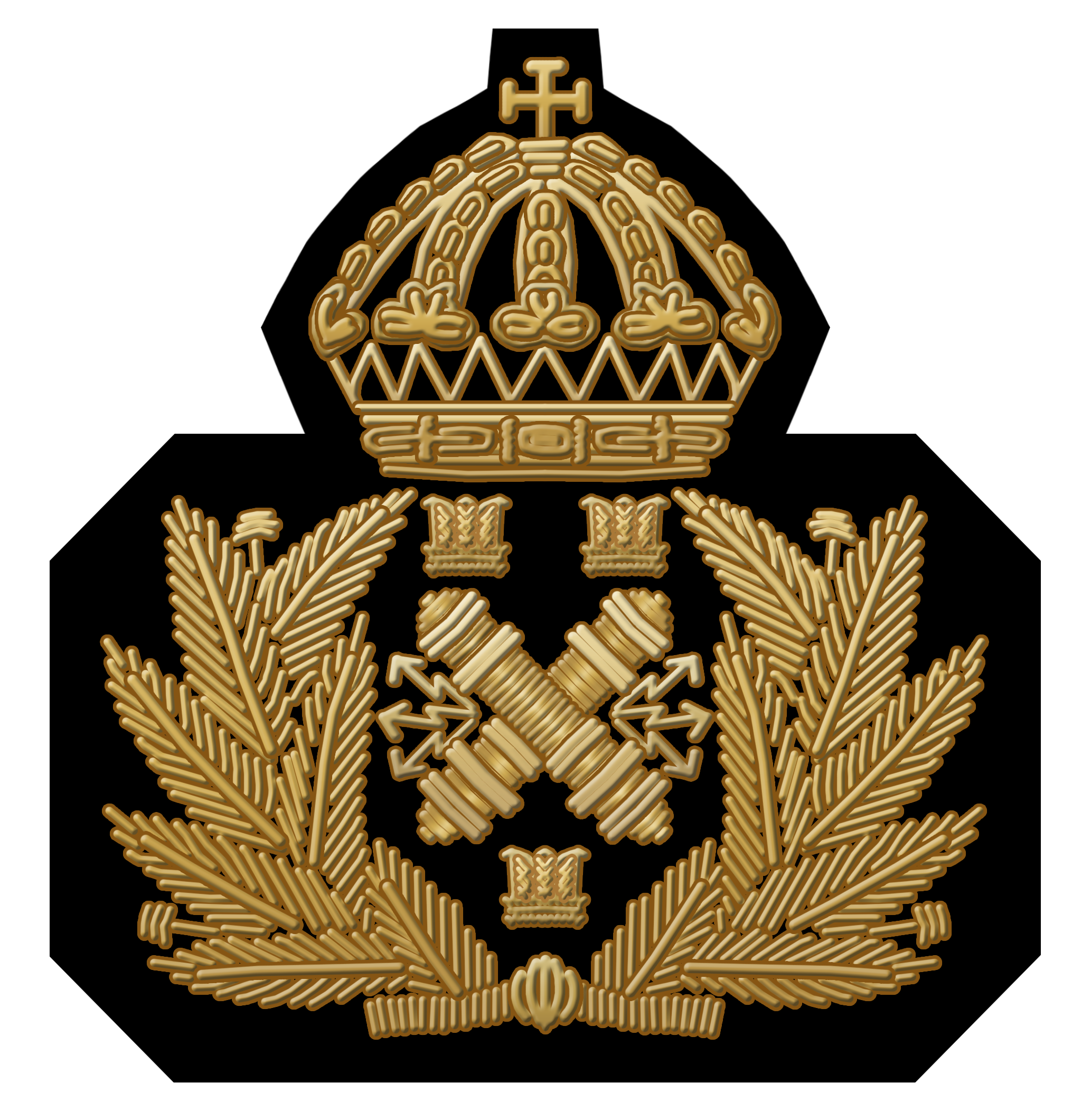
Amfibiekåren (skärmmössa m/87)

## Historik i Sverige

### Ursprung
Fänriken var ursprungligen den officer som förde kompaniets fana i strid. Han ansvarade även för sjukvårdstjänsten inom kompaniet. Han skulle också leda exercisen. Fänriken biträddes av föraren, en underofficer. För fänrikar (tidigare underlöjtnant) och löjtnanter fanns förr den sammanfattande benämningen subalternofficerare. I kavalleriet benämndes fänriken före 1835 kornett.

### Värnpliktig fänrik
Graden värnpliktig fänrik fanns när Sverige hade värnpliktiga officerare. Graden fänrik kunde även uppnås genom befordringskurser inom FBU, Hemvärnet eller Lottakåren.

### Äldre förhållanden
Före 1941
Fänrik var länge den första graden en officersaspirant erhöll efter avslutad krigsskola, där han haft graderna fanjunkare och sergeant och tjänstgjort i dessa befattningar under sin praktiktjänstgöring på hemmaregementet. Fänriken var inte tillsvidareanställd - hade ej kunglig fullmakt. Efter provtjänstgöring på hemmaregementet valdes lämpliga fänrikar in som medlemmar i regementets officerskår. Konungen utfärdade officersfullmakt för personen i fråga och denne erhöll graden underlöjtnant.
Yrkesofficersprogrammet 2006
Detta program, som gick under benämningen Yrkesofficersprogrammet (YOP), genomfördes endast för en kull, och kom för efterföljande kull att ersättas av Officersprogrammet (OP). Under YOP genomfördes termin 1-2 samt 5-6 på funktionsskola och termin 3-4 på Militärhögskolan i Halmstad (MHS-H). Utbildningen genomfördes i enlighet med högskoleförordningen och gav 180 högskolepoäng.

## Finland
I Finland utnämns värnpliktiga som har undergått reservofficersutbildningen under sina värnpliktstid till fänrik (inom marinen underlöjtnant) efter tjänstgöringstiden. Reservofficerare kan vidare befordras till löjtnant, premiärlöjtnant, kapten och till och med major/kommendörkapten efter fullgjord repetitionsutbildning. Yrkesofficerare fortsätter sin utbildning vid Försvarshögskolan.

Kragspegel för fänrik (Vänrikki)

## Danmark
Fenrik var mellan 1951 och 1969 en grad i den danska försvarsmakten med tjänsteställning mellan översergeant och sekundlöjtnant, senare löjtnant. Overfenrik var en grad med tjänsteställning mellan löjtnant och premiärlöjtnant. De danska fänrikarna var inte officerare, utan i likhet med de svenska underofficerarna en befälskår (Fenriksgruppen) vilken var officerares vederlikar. De tillhörde gruppen specialofficerare och rekryterades från översergeanterna.

## DDR

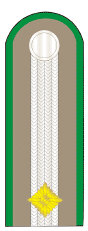
Fähnrich.

I Östtyskland var Fähnrich den lägsta tjänstegraden i befälskåren fänrikar, som inrättades 1979 efter sovjetisk förebild. Denna befälskår kan jämföras med den svenska underofficerskåren före tjänsteställningsreformen 1972, fast den hade tjänsteställning mellan officer och underofficer. En annan skillnad var att den östtyska fänrikskåren direktrekryterades och genomgick en treårig huvudsakligen teknisk utbildning ofta vid en civil utbildningsanstalt. Till denna befälskår hörde graderna Stabsoberfähnrich, Stabsfähnrich, Oberfähnrich och Fähnrich.

## Nederländerna, Tyskland, Österrike
I Nederländerna, Tyskland och Österrike används fänriksgraden som tjänstegrad för officersaspiranter efter en viss tids utbildning.
- Nederländerna: Vaandrig eller egentligen Cadet-vaandrig är en kadett vid militärhögskolan i Breda.
- Tyskland: Fähnrich och Oberfähnrich är en officersaspirant som vanligen studerar vid ett av Bundeswehrs universitet.
- Österrike: Fähnrich är en kadett vid Theresianische Militärakademie i Wiener Neustadt.

## Ryssland
Fendrik var 1722-1731 den lägsta graden i det ryska infanteriet, artilleriet och fortifikationen. Fänriken var fanförare och ansvarade för manskapets sjukvård. Graden tillhörde rangklass XIV och medförde personligt dock inte ärftligt adelskap. Underofficerare och manskap hade att tilltala en fänrik med Ers välborenhet, en likställd eller överordnad med Herr Fänrik.[källa behövs]

## Internationell översikt
Fänriksgraden tillhör tillsammans med löjtnantsgraden nivån OF-1 enligt NATO-överenskommelsen STANAG 2116. Motsvarigheten till fänriksgraden i armén är enligt denna överenskommelse följande grader:
- Albanien: Nëntoger
- Belgien: Sous-Lieutenant /  Onderluitenant
- Bulgarien: Младши лейтенант
- Kanada: Second Lieutenant / Sous-Lieutenant
- Danmark: Løytnant
- Estland: Lipnik
- Frankrike/Schweiz: Sous-lieutenant
- Grekland/Cypern: Ανθυπολοχαγός/Anthypolochagos
- Italien/Schweiz: Sottotenente
- Kroatien/Serbien/Bosnien och Hercegovina: Poručnik
- Litauen: Leitnants
- Montenegro: Potporučnik
- Nederländerna: Tweede-luitenant
- Norge: Fenrik
- Polen: Chorąży
- Portugal: Alferes
- Rumänien: Sublocotenent
- Slovenien: Poročnik
- Slovakien: Poručnik
- Spanien: Alférez
- Storbritannien/Australien/Nya Zeeland: Second Lieutenant
- Tjeckien: Podporučík
- Turkiet/Nordcypern: Asteğmen
- Tyskland/Österrike/Schweiz: Leutnant
- Ungern: Hadnagy
- USA: Second Lieutenant